# Loyola University New Orleans

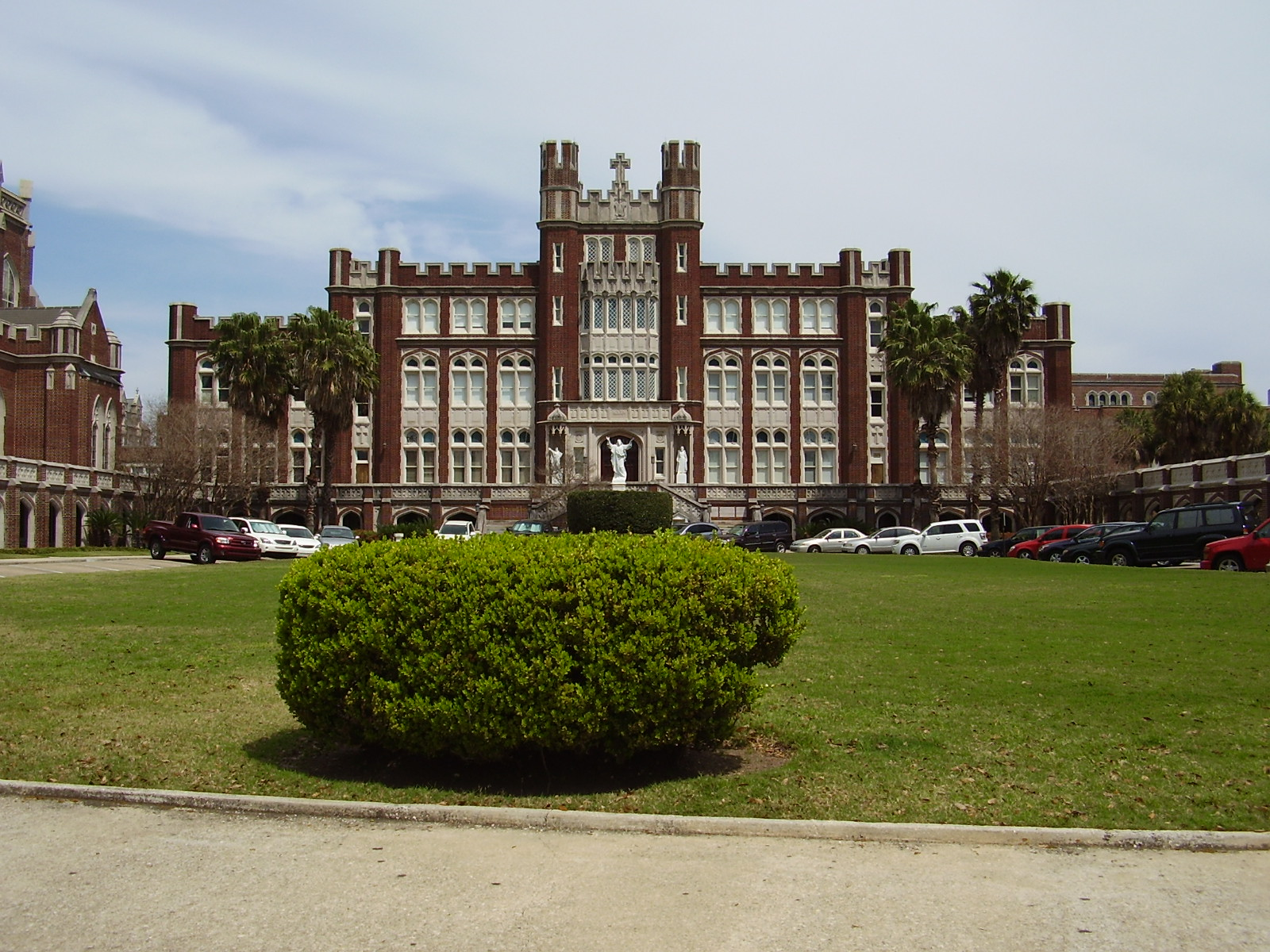
Sede centrale della Loyola University.

La Loyola University New Orleans è una università privata, gestita dai gesuiti, sita a New Orleans, Louisiana (Stati Uniti). Fa parte dell'Associazione delle università gesuite (AJCU), nella quale sono consorziate le 28 università che la Compagnia di Gesù gestisce negli Stati Uniti, e dell'ACCU.

## Storia
Venne fondata dai gesuiti con il nome di Loyola College nel 1904, in un terreno della piantagione Foucher che era stato acquisito nel 1886. Il terreno comprendeva l'allora campus principale della Loyola e quello dell'attuale Tulane University. Il 10 luglio 1912 venne cambiata la denominazione in Loyola University e nel 1996 nell'attuale Loyola University New Orleans.
Nel 1984 venne inclusa l'università femminile St. Mary's Dominican College, inserita in quello che è ora il campus di Broadway. Nel 2017 venne utilizzata per le riprese del film Happy Death Day